# Michael Mertens (Leichtathlet)
Michael Mertens (* 27. Dezember 1965 in Stelle) ist ein ehemaliger deutscher Kugelstoßer.

## Sportlicher Werdegang
Michael Mertens gewann bei den Deutschen Leichtathletik-Meisterschaften insgesamt sechs Bronze- und zwei Silbermedaillen. Bei den Olympischen Spielen 1996 in Atlanta scheiterte er mit einer Weite von 19,07 m in der Qualifikation und belegte insgesamt den 16. Rang. Vier Jahre später konnte er sich erneut für die Olympischen Spiele in Sydney qualifizieren, jedoch scheiterte er erneut in der Qualifikationsrunde und belegte den 26. Platz.